# 合歡柳葉菜
合歡柳葉菜（学名：Epilobium hohuanense），屬於柳葉菜科柳葉菜屬的高山草本植物，是台灣特有植物。分布於台灣海拔2650-3600公尺山區，多在中央山脈，尤其以合歡山較為易見。

## 生長型態
合歡柳葉菜為草本植物，喜好生長在岩生環境。莖群生，通常自基部分枝，斜上或匍匐，具微粗毛，具多數細小、多鱗片的芽。葉形呈橢圓，常為狹長之橢圓形至披針形，葉長約1—2公分。花瓣呈白色，常轉為粉紅或淡紅色。蒴果長約2.6—5.5公分，漸變無毛至疏生微粗毛。